# Ctenophryne
Ctenophryne là một chi động vật lưỡng cư trong họ Nhái bầu, thuộc bộ Anura.

## Các loài
- Ctenophryne aequatorialis (Peracca, 1904)
- Ctenophryne aterrima (Günther, 1901)
- Ctenophryne barbatula (Lehr and Trueb, 2007)
- Ctenophryne carpish (Lehr, Rodriguez, and Córdova, 2002)
- Ctenophryne geayi Mocquard, 1904
- Ctenophryne minor Zweifel and Myers, 1989

## Hình ảnh

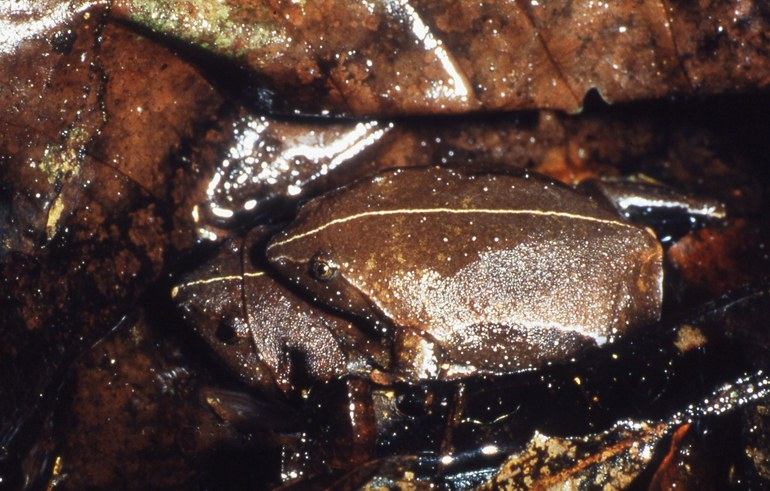